# Pédalo (film)
Pour plus de détails, voir Fiche technique et Distribution.
Pédalo est un film québécois scénarisé et réalisé par Stéphane E. Roy, sorti en 2025.
Le film est une adaptation de la pièce de théâtre éponyme écrite par Stéphane E. Roy et Benoît Roberge.

## Synopsis
Deux couples d'amis sont en vacances dans un tout inclus à Cuba. 

## Fiche technique
Sources : IMDb et Films du Québec
- Titre original : Pédalo
- Réalisation  et scénario : Stéphane E. Roy, d'après la piéce de théâtre éponyme co-écrite avec Benoît Roberge
- Musique : Liam Desrosiers
- Photographie : Sylvain Brault (en)
- Son : Bobby O'Malley, Liam Desrosiers, Christian Rivest
- Montage : Alain Baril
- Production : Stéphane E. Roy, Patrick DesRosiers, Marilyn Bastien
- Sociétés de production : Cinéma e Point, Dero Films
- Société de distribution : Les Films Opale
- Pays de production :  Canada
- Tournage : 23 octobre au 4 novembre 2023 à Cuba[2]
- Langue originale : français
- Format : couleur
- Genre : comédie dramatique
- Durée : 99 minutes
- Dates de sortie :
  - Canada : 
    - 5 mars 2025 (première au cinéma Cineplex Quartier Latin de Montréal)
    - 7 mars 2025 (sortie en salle au Québec)
- Classification :
  - Québec : Visa général[3]

## Distribution
- Marc Fournier : Sébastien
- Stéphane E. Roy : Bruno
- Catherine Proulx-Lemay : Claudia
- Camille Felton : Mia